# Erika Zanetti
Erika Zanetti (* 27. Januar 1985 in Mirano) ist eine italienische Inline-Speedskaterin. Sie begann im Alter von vier Jahren mit dem Inlineskaten.
Zanetti konzentriert sich beim Inline-Speedskating auf die Sprintstrecken. Sie ist Weltmeisterin und mehrfache Europameisterin im Inline-Speedskating. Seit 2001 hat sie dabei regelmäßig an Meisterschaften teilgenommen und neben ihren Titeln auch zahlreiche Silber- und Bronzemedaillen gewonnen.
Bei den Europameisterschaften 2009 in Ostende stellte sie über 500 Meter in 43,611 s einen neuen Weltrekord auf.
Zanetti startet ab 2013 für das Powerslide Matter World Team.

## Palmarès

### 2001
- JWM in Valence d’Agen
  - Gold 300 m (Straße)
  - Bronze 500 m (Straße)

### 2002
- JWM in Ostende
  - Silber 300 m (Bahn)
  - Bronze 500 m (Bahn)

### 2003
- WM in Barquisimeto
  - Bronze 500 m (Bahn)
- EM in Padua
  - Gold 500 m (Bahn)
  - Silber 300 m (Bahn)
  - Bronze 200 m (Straße)

### 2004
- EM in Groningen
  - Gold 1000 m (Bahn)
  - Silber 300 m (Bahn)

### 2005
- EM in Jüterbog
  - Silber 1000 m (Bahn)
  - Bronze 300 m (Bahn)

### 2006
- EM in Cassano d’Adda
  - Gold 1000 m (Bahn) und 500 m (Straße)
  - Bronze 300 m (Bahn), 200 m (Straße) und 10000 m Staffel (Straße)

### 2007
- WM in Cali
  - Bronze 300 m (Bahn) und 500 m (Bahn)
- EM in Estarreja und Ovar
  - Gold 500 m (Bahn)
  - Silber 300 m (Bahn), 1000 m (Bahn), 200 m (Straße) und 500 m (Straße)

### 2008
- EM in Gera
  - Gold 500 m (Bahn), 3000 m Staffel (Bahn) und 200 m (Straße)
  - Silber 500 m (Straße)
  - Bronze 300 m (Bahn)

### 2009
- EM in Ostende
  - Gold 500 m (Bahn) und 5000 m Staffel (Straße)
  - Silber 300 m (Bahn)
  - Bronze 1000 m (Bahn) und 500 m (Straße)

### 2010
- WM in Guarne
  - Silber 300 m (Bahn), 200 m (Straße) und 500 m (Straße)
  - Bronze 500 m (Bahn)
- EM in San Benedetto del Tronto
  - Gold 300 m (Bahn), 500 m (Bahn), 200 m (Straße), 500 m (Straße) und 5000 m Staffel (Straße)
  - Silber 3000 m Staffel (Bahn)

### 2011
- WM in Yeosu
  - Bronze 300 m (Bahn) und 200 m (Straße)
- EM in Heerde und Zwolle
  - Gold 300 m (Bahn) und 200 m (Straße)
  - Silber 500 m (Straße)
  - Bronze 500 m (Bahn), 1000 m (Bahn) und 5000 m Staffel (Straße)

### 2012
- WM in Ascoli Piceno und San Benedetto del Tronto
  - Gold 500 m (Straße)
  - Silber 500 m (Bahn) und 5000 m Staffel (Straße)
- EM in Szeged
  - Gold 300 m (Bahn), 500 m (Bahn) und 3000 m Staffel (Bahn)
  - Bronze 1000 m (Bahn)

### 2013
- WM in Ostende
  - Silber 200 m (Straße)
  - Bronze 500 m (Straße)
- EM in Almere
  - Gold 200 m (Straße) und 500 m (Straße)
  - Silber 300 m (Bahn), 500 m (Bahn), 4000 m Mixed (Bahn)
  - Bronze 200 m (Bahn), 3000 m Staffel (Bahn), 5000 m Staffel (Straße)

### 2014
- WM in Rosario
  - Silber 5000 m Staffel (Straße)
  - Bronze 500 m (Bahn)
- EM in Geisingen
  - Gold 200 m (Straße) und 300 m (Bahn)
  - Silber 500 m (Bahn) und 1000 m (Bahn)
  - Bronze 500 m (Straße) und 5000 m Staffel (Straße)

### 2015
- EM in Wörgl und Innsbruck
  - Gold 3000 m Staffel (Bahn) und 5000 m Staffel (Straße)
  - Silber 300 m (Bahn) und 500 m (Straße)
  - Bronze 500 m (Bahn) und 200 m (Straße)

### 2016
- EM in Heerde
  - Gold 3000 m Staffel (Bahn) und 1 Runde (Straße)
  - Silber 5000 m Staffel (Straße)
  - Bronze 500 m (Bahn)